# Jean-Pierre Houël
Jean-Pierre-Louis-Laurent Houël (28 de junio de 1735-14 de noviembre de 1813) fue un pintor francés, grabador y dibujante. Durante su larga vida, Houël fue testigo del reinado de Luis XV, de la Revolución Francesa y del Primer Imperio francés.

## Biografía
Nació en Rouen en una familia de prósperos artesanos, que lo envió a la academia de dibujo de la ciudad cuando tenía quince años.
Aquí fue expuesto al arte de pintores holandeses y flamencos tempranos, que debían tener un impacto que definía en su especialidad escogida de la pintura del paisaje. En 1758 Houël publicó un libro de grabados de paisajes, y en 1768 pintó seis vistas de la propiedad del duque de Choiseul. Al año siguiente, sus influyentes mecenas le aseguraron un lugar en la Academia Francesa de Roma. Aquí, cautivado por las costumbres italianas, los paisajes y los sitios antiguos, viajó por todo el sur de Italia , haciendo dibujos de guache que fueron exaltados en los salones de París de principios de 1770.
Pasó los años 1776 a 1779 viajando en Sicilia , Lipari y Malta , después de lo cual publicó numerosos libros de viaje abundantemente ilustrados basados en su viaje. La intención principal de Houël era ilustrar la topografía local, pero sus delicadas aplicaciones de acuarela captaron magníficamente los efectos de la luz y la atmósfera. En sus últimos años Houël publicó dos tratados ilustrados sobre elefantes. Dibujos de otros animales sugieren que se estaba preparando para publicar más obras zoológicas; Sin embargo, su muerte a la edad de setenta y ocho cortó sus planes.
- Datos: Q2706271
- Multimedia: Jean-Pierre Houël / Q2706271